# Liste der Monuments historiques in Saint-Grégoire-d’Ardennes
Die Liste der Monuments historiques in Saint-Grégoire-d’Ardennes führt die Monuments historiques in der französischen Gemeinde Saint-Grégoire-d’Ardennes auf.

## Liste der Objekte

### Kirche St-Grégoire
| Bezeichnung                       | Beschreibung                                                                               | Standort | Kennzeichnung | Schutzstatus | Datum | Bild |
| --------------------------------- | ------------------------------------------------------------------------------------------ | -------- | ------------- | ------------ | ----- | ---- |
| Gemälde Kreuzigung                | Gemälde mit Rahmen; Öl auf Leinwand und Holz, 19. Jahrhundert; auf dem Foto über dem Altar | (Lage)   | PM17002091    | Inscrit      | 2005  |      |
| Gemälde Heiliger Gregor der Große | Öl auf Leinwand oder auf Holz, 18. Jahrhundert; auf dem Foto an der linken Seite           | (Lage)   | PM17001876    | Inscrit      | 1999  |      |
| Glocke                            | Bronze, 1789 gegossen                                                                      | (Lage)   | PM17002092    | Inscrit      | 2005  |      |